# Élections au Congrès des députés du peuple d'Union soviétique de 1989
Des élections ont lieu en Union des républiques socialistes soviétiques (URSS) les 26 mars et 9 avril 1989. Il s'agit d'élire, au suffrage universel direct, l'ensemble des membres du Congrès des députés du peuple, pour un mandat de cinq ans.
Le scrutin met en pratique la politique de demokratizatsiya (démocratisation) voulue par le président soviétique Mikhaïl Gorbatchev. Pour la première fois de l'histoire, les candidatures d'opposition au Parti communiste sont autorisées, et les électeurs ont le choix entre plusieurs candidats. Pour cette raison, ce scrutin est parfois qualifié de « premières élections libres en Union soviétique ». Les communistes conservent une très large majorité des sièges, mais ces élections sont les dernières avant la dissolution de l'URSS en 1991,.

## Contexte
Mikhaïl Gorbatchev devient secrétaire général du Parti communiste de l'Union soviétique (et prend donc la tête du pays) en mars 1985. En 1987 il initie notamment une politique de glasnost (transparence) et de perestroïka (restructuration), entamant une libéralisation du régime. Ceci inclut la liberté d'expression, la liberté de la presse, le droit de grève, ainsi que la fin de la censure et de la « police secrète omniprésente ». Son objectif est de renforcer les droits des citoyens et d'assainir l'économie du pays, afin de préserver l'Union soviétique sur des fondements durables. Il refuse de réprimer les mouvements pour la démocratie dans les États d'Europe de l'Est. En Pologne, les grèves d'avril et mai 1988 aboutissent à la reconnaissance du mouvement Solidarność et à la préparation d'élections démocratiques. Dans la Hongrie dirigée par Miklós Németh et Imre Pozsgay, le Parlement en janvier 1989 légalise les syndicats indépendants et autorise la liberté d'association et de la presse, enclenchant un processus de démocratisation,. Simultanément, il supprime le visa de sortie pour les Hongrois, ce qui ouvre le rideau de fer, et libéralise l'économie.

## Système électoral et politique

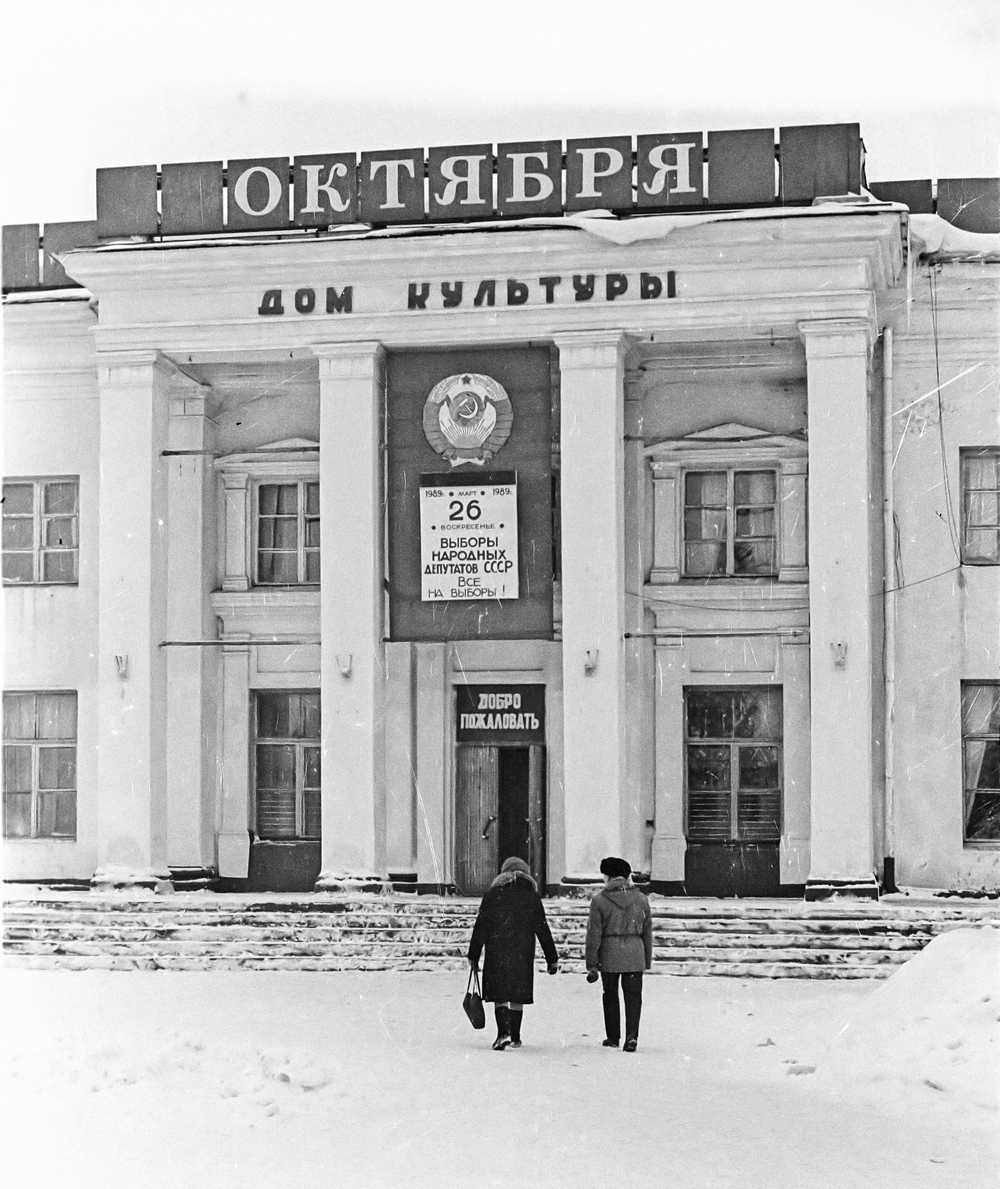
Le centre culturel de la ville de Pereslavl-Zalesski, bureau de vote pour ces élections.

La Constitution soviétique a été amendée en 1988, pour réformer le corps législatif. En lieu et place du Soviet suprême bicaméral, où la chambre haute visait à représenter les républiques membres de l'Union, un Congrès des députés du peuple, monocaméral, est instauré. Il est composé de 2 250 membres. Parmi eux, 1 500 sont élus par les citoyens, en veillant à une représentation équitable des différentes républiques, et les 750 autres sont élus « par des organisations publiques ayant une assise sur tout le territoire de l'Union », ce qui, en pratique, signifie le Parti communiste (qui dispose de 100 sièges réservés) et les organisations qui lui sont liées. La Centrale syndicale de l'Union soviétique se voit réserver 100 sièges ; l'Union de la jeunesse communiste, 75 ; le Comité des femmes soviétiques, 75 ; les autres sièges revenant à des associations diverses (anciens combattants, scientifiques…).
Tout citoyen âgé d'au moins 18 ans a le droit de vote. Les candidats doivent avoir été approuvés par des « assemblées d'électeurs » réunies en public, ou bien par des instances similaires telles que des « collectifs de travailleurs ». Pour la première fois, le nombre de candidats par circonscription n'est pas limité au nombre de sièges à pourvoir : les assemblées citoyennes peuvent approuver autant de candidats qu'elles le souhaitent, qui seront départagés le jour du vote. Ceci permet à des candidats indépendants de se présenter face aux candidats communistes. Pour être élu, un candidat doit recueillir la majorité absolue des suffrages dans sa circonscription. À défaut, un second tour est organisé, entre les deux candidats ayant reçu le plus de voix. 5 074 candidats sont retenus, pour briguer les 1 500 sièges pourvus au suffrage universel. Dans 73,4 % des circonscriptions, il y a au moins deux candidats à départager ; dans 26,6 % des circonscriptions, il n'y a qu'un seul candidat.
Le Congrès, une fois élu, procède à une élection interne, sélectionnant 542 de ses membres pour former un Soviet suprême resserré.

## Résultats

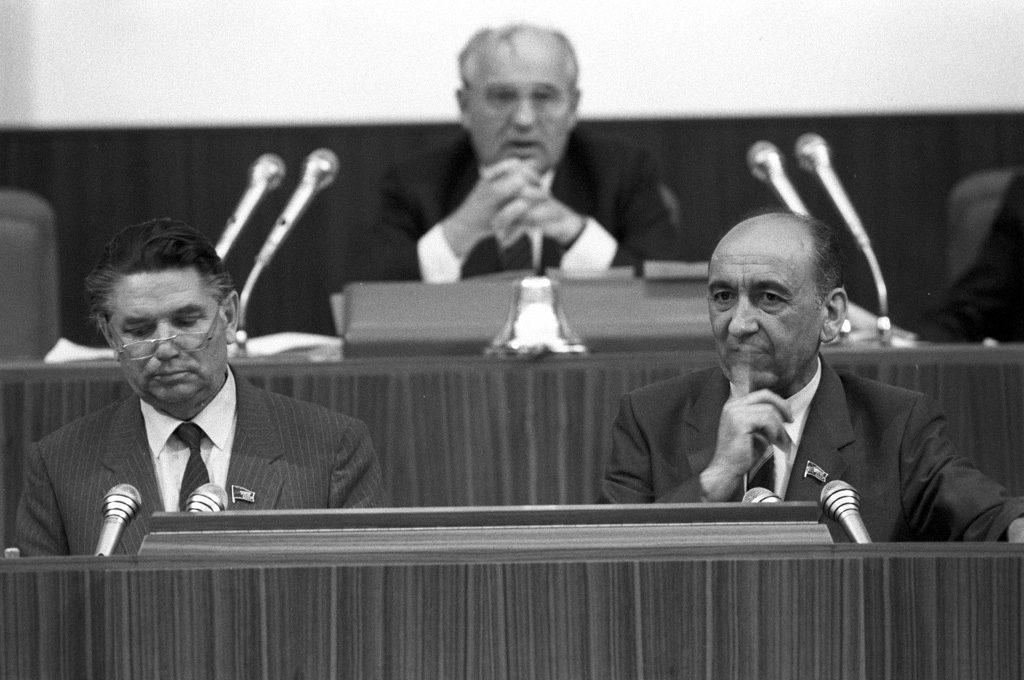
Le Congrès du peuple en session, en 1989. Au fond, Mikhaïl Gorbatchev. À l'avant-gauche, le procureur général Alexander Soukharev. À l'avant-droite, Telman Gdlyan.

Le premier tour a lieu le 26 mars, et le second tour (dans une minorité de circonscriptions) le 9 avril. Les candidats communistes remportent 1 980 sièges (88 %). Le Parti communiste est toutefois divisé entre les réformateurs (qui soutiennent Mikhaïl Gorbatchev) et les conservateurs, réticents ou opposés à la demokratizatsiya. Ce sont les conservateurs qui sont majoritaires au Congrès,. Malgré cela, et bien que plusieurs membres du Comité central du Parti aient été battus, le gouvernement interprète ces résultats comme « une victoire pour le glasnost et la perestroïka ». Nikolaï Ryjkov (PCUS) demeure président du Conseil des ministres.
Parmi les élus figurent Boris Eltsine, député de Moscou, élu contre le candidat communiste. Sont également élus Telman Gdlyan (célèbre procureur anti-corruption), le trapéziste Valentin Dikoul et le champion de hockey-sur-glace Anatoli Firsov.
Quelque 268 députés anti-communistes ou non-communistes s'assemblent rapidement en un parti parlementaire appelé « Groupe des députés inter-régionaux », dirigé notamment par Boris Eltsine. Ils constituent la première et dernière opposition parlementaire en Union soviétique.

### Élection présidentielle de 1990

L'élection présidentielle de 1990 en URSS s'est tenu le 14 mars 1990 pour élire le premier Président de l'Union des républiques socialistes soviétiques parmi un seul candidat, Mikhaïl Gorbatchev.
2 jours après le début de la session du Congrès, voici les résultats :
| Candidat    | Candidat           | Parti       | Voix  | %     |
| ----------- | ------------------ | ----------- | ----- | ----- |
|             | Mikhaïl Gorbatchev | PCUS        | 1 329 | 72,9% |
| Contres     | Contres            | Contres     | 495   | 27.1  |
| Non validés | Non validés        | Non validés | 54    |       |
|             |                    |             |       |       |
| Inscrits    | Inscrits           | Inscrits    | 2 250 |       |
| Votants     | Votants            | Votants     | 1 878 | 83,7% |
| Abstention  | Abstention         | Abstention  | 272   | 16,3% |

## Suites
Les mois qui suivent marquent de la chute des régimes communistes en Europe. En juin, les candidats de Solidarność talonnent les communistes lors des élections législatives en Pologne. Le 7 octobre, la Hongrie achève sa démocratisation par l'auto-dissolution du PSOH (parti communiste). Le même jour des manifestations éclatent en Allemagne de l'Est, qui débouchent sur la chute du mur de Berlin, puis la Révolution de velours tchécoslovaque (qui marquent la fin du régime communiste). En décembre, une révolution en Roumanie aboutit à l'exécution du dictateur Nicolae Ceaușescu. En 1990, les républiques baltes de l'URSS (Estonie, Lettonie et Lituanie) quittent l'Union.